# Josef Zaříčanský
Josef Vocásek (13. května 1844 – 9. září 1924 Hradec Králové) byl český středoškolský profesor, spisovatel (autor básní, povídek a zábavné literatury) a skladatel. Psal pod pseudonymem Josef Zaříčanský, Josef Vocásek-Zaříčanský, či Josef Vocásek Zařičanský podle místa svého narození.

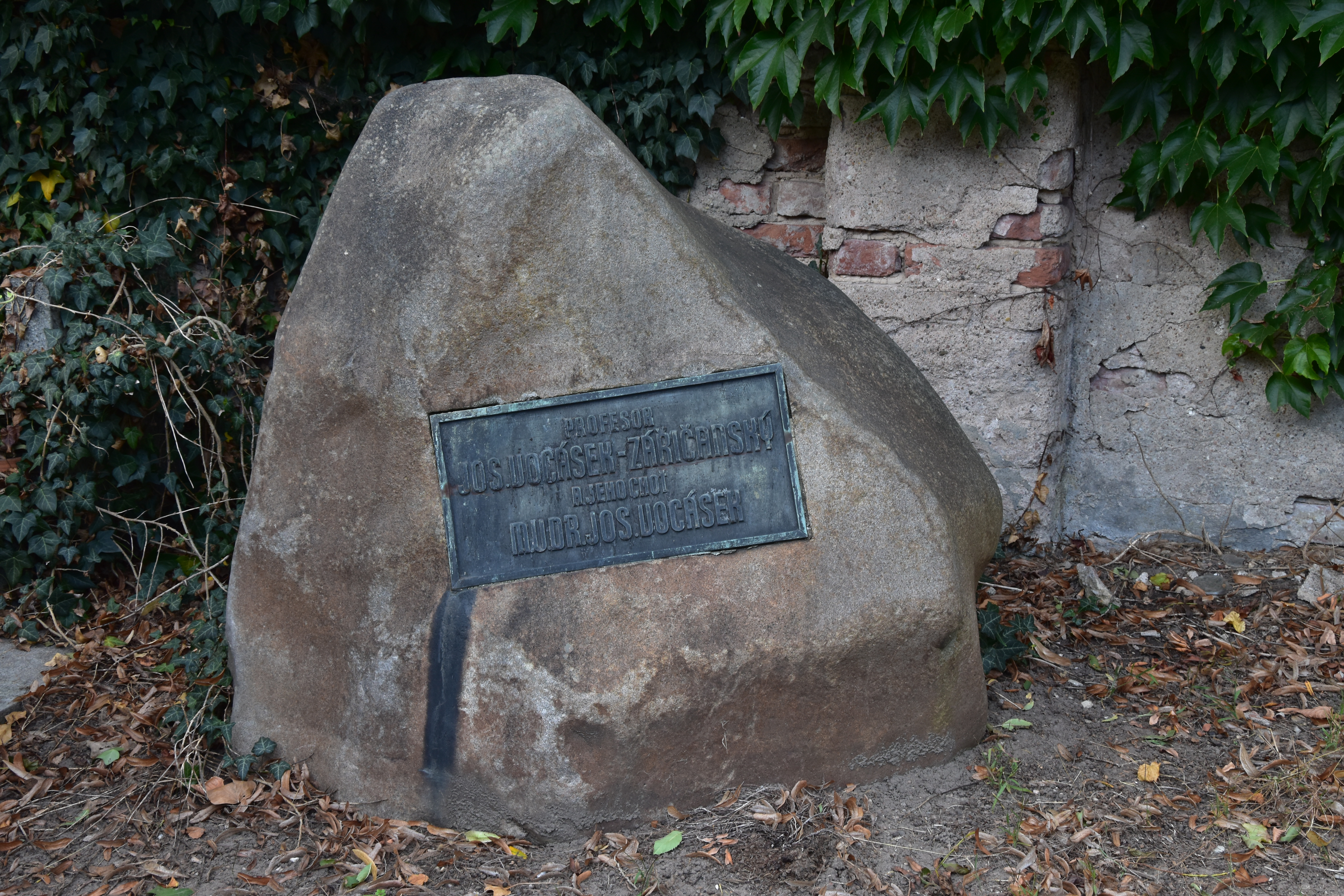
Hrob Josefa Vocáska-Zaříčanského na hřbitově v Pouchově

Josef Vocásek vystudoval gymnázium v Hradci Králové (1858–1865) a následně na univerzitách v Praze a ve Vídni. Během pražských studií se po tzv. prosincové ústavě zúčastnil tzv. protestního státoprávního ruchu, čímž se pro úřady stal politicky nespolehlivým. Roku 1870 se stal zkušebním kandidátem na staroměstském gymnáziu v Praze a také suplentem na české vyšší reálné škole v Praze. Ve školním roce 1870/1871 byl suplentem na reálce v Rakovníku. Brzy se však opět přesunul na východ Čech a od 16. října 1871 byl zatímním učitelem městské vyšší reálky v Hradci Králové. Po necelém roce byl jmenován definitivním učitelem. Zde působil jako středoškolský profesor matematiky a fyziky. Vyučoval rovněž zpěv. V roce 1901 byl na vlastní žádost penzionován.

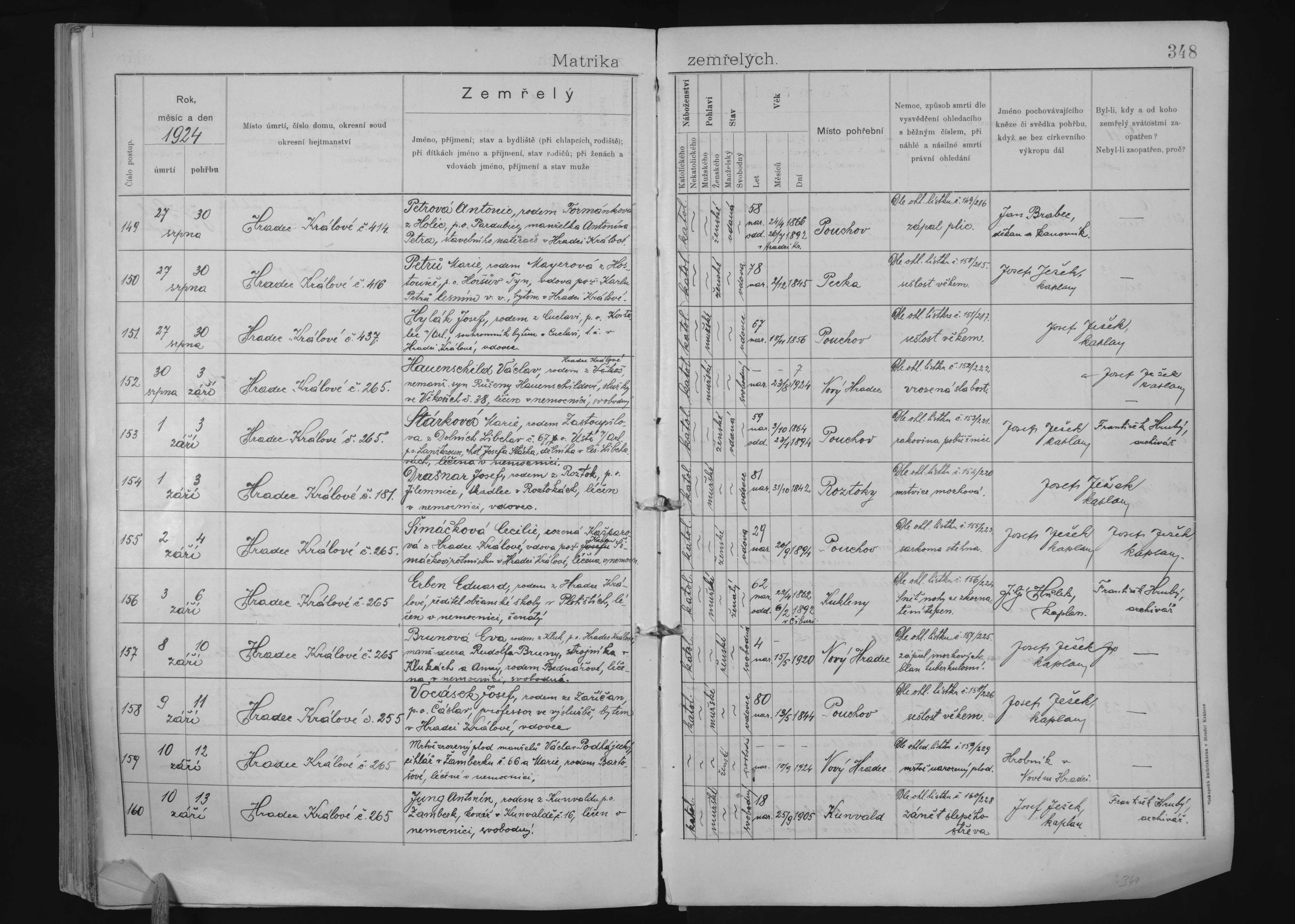
Zápis o úmrtí v matrice

Psal básně a povídky, v roce 1887 napsal libreto k opeře Františka Škroupa Oldřich a Božena. Hudební skladby, které napsal, nechal v hudebním archivu hradecké reálky.
Z matriky vyplývá, že byl katolík, zemřel na "sešlost věkem", a když zemřel, byl vdovcem.
Pohřben byl na hřbitově v Pouchově, dnes součásti Hradce Králové.

## Dílo
- Jaré mládí (1886) – povídka
- Svatý Mikuláš (1886) – hra pro mládež
- Z české chaloupky (1887) – povídka
- Oldřich a Božena (1887) – libreto k opeře
- Svat maličkých (1888) – básně
- Zlaté jiskry (1888/1889) – povídka
- Kresby (1889) – povídka
- Závěť (1890) – povídka
- Perly (1890) – povídka
- Daleká pouť (1893) – veršovaná povídka[1][5]
- Třicet let Besedy v Hradci Králové (1905)
- Československé zpěvy (1920)[1]

## Díla o autorovi
- Heslo Zařičanský v Ottově slovníku naučném (1909)
- Josef Zařičanský – životopis od Stanislava Řeháka v jeho sbírce Zlaté jiskry[5]